# Любоґощ (Західнопоморське воєводство)
Любоґощ (пол. Lubogoszcz) — село в Польщі, у гміні Ґжмьонца Щецинецького повіту Західнопоморського воєводства.
Населення — 302 особи (2011).

## Демографія
Демографічна структура станом на 31 березня 2011 року:
|          | Загалом | Допрацездатний вік | Працездатний вік | Постпрацездатний вік |
| -------- | ------- | ------------------ | ---------------- | -------------------- |
| Чоловіки | 154     | 25                 | 118              | 11                   |
| Жінки    | 148     | 30                 | 82               | 36                   |
| Разом    | 302     | 55                 | 200              | 47                   |